# Гурден, Матьё
Матьё Гурден (фр. Mathieu Gourdain, р.4 мая 1974) — французский фехтовальщик-саблист, чемпион мира и Европы, призёр Олимпийских игр. 

## Биография
Родился в 1974 году в Верноне. В 1996 году завоевал серебряную медаль чемпионата Европы. В 1997 году стал чемпионом мира. В 1998 году стал обладателем серебряной медали чемпионата мира. В 1999 году стал чемпионом мира и Европы. В 2000 году стал серебряным призёром Олимпийских игр в Сиднее в личном и командном первенствах. В 2001 году стал обладателем бронзовой медали чемпионата мира.